# October
Der October war der achte Monat des altrömischen Kalenders und Vorläufer des Monats Oktober. Der Monat ist nach dem lateinischen Wort octo für „acht“ benannt und entspricht dem etruskischen Monat Xofer. Außerdem bezeichnet er den Monat Oktober im englischen.

## Tage des October
| Oktober | October                      | October (Langform)                                   |
| ------- | ---------------------------- | ---------------------------------------------------- |
| 1       | Kalendae (Kalenden)          | Kalendis Octobribus                                  |
| 2       | VI a.d. Nonas                | ante diem VI (sextum) Nonas Octobres                 |
| 3       | V a.d. Nonas                 | ante diem V (quintum) Nonas Octobres                 |
| 4       | IV a.d. Nonas                | ante diem IV (quartum) Nonas Octobres                |
| 5       | III a.d. Nonas               | ante diem III (tertium) Nonas Octobres               |
| 6       | Pridie Nonas                 | pridie Nonas Octobres                                |
| 7       | Nonae (Nonen)                | Nonis Octobribus                                     |
| 8       | VIII a.d. Idus               | ante diem VIII (octavum) Idus Octobres               |
| 9       | VII a.d. Idus                | ante diem VII (septimum) Idus Octobres               |
| 10      | VI a.d. Idus                 | ante diem VI (sextum) Idus Octobres                  |
| 11      | V a.d. Idus                  | ante diem V (quintum) Idus Octobres                  |
| 12      | IV a.d. Idus                 | ante diem IV (quartum) Idus Octobres                 |
| 13      | III a.d. Idus                | ante diem III (tertium) Idus Octobres                |
| 14      | Pridie Idus                  | pridie Idus Octobres                                 |
| 15      | Idus (Iden)                  | Idibus Octobribus                                    |
| 16      | XVII a.d. Kalendas Novembres | ante diem XVII (septimum decimum) Kalendas Novembres |
| 17      | XVI a.d. Kalendas Novembres  | ante diem XVI (sextum decimum) Kalendas Novembres    |
| 18      | XV a.d. Kalendas Novembres   | ante diem XV (quintum decimum) Kalendas Novembres    |
| 19      | XIV a.d. Kalendas Novembres  | ante diem XIV (quartum decimum) Kalendas Novembres   |
| 20      | XIII a.d. Kalendas Novembres | ante diem XIII (tertium decimum) Kalendas Novembres  |
| 21      | XII a.d. Kalendas Novembres  | ante diem XII (duodecimum) Kalendas Novembres        |
| 22      | XI a.d. Kalendas Novembres   | ante diem XI (undecimum) Kalendas Novembres          |
| 23      | X a.d. Kalendas Novembres    | ante diem X (decimum) Kalendas Novembres             |
| 24      | IX a.d. Kalendas Novembres   | ante diem IX (nonum) Kalendas Novembres              |
| 25      | VIII a.d. Kalendas Novembres | ante diem VIII (octavum) Kalendas Novembres          |
| 26      | VII a.d. Kalendas Novembres  | ante diem VII (septimum) Kalendas Novembres          |
| 27      | VI a.d. Kalendas Novembres   | ante diem VI (sextum) Kalendas Novembres             |
| 28      | V a.d. Kalendas Novembres    | ante diem V (quintum) Kalendas Novembres             |
| 29      | IV a.d. Kalendas Novembres   | ante diem IV (quartum) Kalendas Novembres            |
| 30      | III a.d. Kalendas Novembres  | ante diem III (tertium) Kalendas Novembres           |
| 31      | Pridie Kalendas Novembres    | pridie Kalendas Novembres                            |